# Uhani
Uhani (lat. Mobula), monotipični rod riba hrskavičnjača, jedina u porodici Mobulidae, dio je reda Myliobatiformes.

## Rasprostranjenost
Cirkumglobalno u tropskim i toplim umjerenim morima.

## Stanište
Uglavnom pelagično, epikontinentalni pojas i u blizini pučinskih otoka; često u malim do vrlo velikim skupinama i uglavnom plivaju uz površinu vode.

## Osobine i hranidba
Živorodna (aplacentalna), jedno mladunče u leglu; hrane se uglavnom planktonskim organizmima procijeđenim iz vode pomoću visoko modificiranih granastih filtarskih ploča.

## Morfologija:
Srednje do vrlo velike (odrasle jedinke dosežu 1,1 m do najmanje 7 m širine diska), s romboidnim diskom poput krila; široka glava koja strši prema naprijed iznad razine očiju i s istaknutim cefalnim režnjevima koji se pružaju prema naprijed sa svake strane; široki trup udubljen i debeo; položaj očiju i spirakle (spirakle su male rupe koje povezuju dušnički respiratorni sistem s vanjskom stranom) bočno; usta vrlo široka, ili terminalna ili ventralna (subterminalna), čeljusti sa sitnim trakama zuba ili samo u donjoj čeljusti; rep dugačak do relativno kratak; mala leđna peraja u blizini baze; ponekad s malim nazubljenim kaudalnim (repne) bodljama; koža ponekad gruba, ali bez bodlji ili povećanih zubaca.

## Upotreba
Lovi se uglavnom kao usputni; uglavnom se baca u more ili se od njih pravi riblje brašno. Važna je za ronilački ekoturizam.

## Vrste
1. Mobula alfredi (Krefft, 1868)
2. Mobula birostris (Walbaum, 1792)
3. Mobula eregoodootenkee (Bleeker, 1859)
4. Mobula hypostoma (Bancroft, 1831)
5. Mobula kuhlii (Müller & Henle, 1841)
6. Mobula mobular (Bonnaterre, 1788)
7. Mobula munkiana Notarbartolo-di-Sciara, 1987
8. Mobula rochebrunei (Vaillant, 1879)
9. Mobula tarapacana (Philippi, 1892)
10. Mobula thurstoni (Lloyd, 1908)

- Mobula japanica (Müller & Henle, 1841), možda je sinonim za Mobula mobular (Bonnaterre, 1788)